# Branchiomma boholense
Branchiomma boholense är en ringmaskart som först beskrevs av Grube 1878.  Branchiomma boholense ingår i släktet Branchiomma och familjen Sabellidae. Inga underarter finns listade i Catalogue of Life.